# Thomas Andrews (scheepsbouwkundige)
Thomas Andrews Jr (Comber (County Down), 7 februari 1873 – Atlantische Oceaan, 15 april 1912) was een Iers scheepsbouwer en zakenman. Hij is bekend geworden als de hoofdontwerper van de Titanic. Andrews was de zoon van Thomas Andrews sr. en Eliza Pirrie, de zus van Lord William James Pirrie. Zijn vader was een geëerd politicus en zijn oudere broer John zou later minister-president van Ierland worden. Andrews stierf bij de Titanic-ramp.

## Levensloop
Thomas Andrews Jr werd geboren als tweede zoon van Thomas Andrews sr. en Eliza Andrews (geboortenaam Pirrie) in het dorpje Comber. Hij had 3 broers: John (1871), James (1877) en William (1886) - en een zus Eliza (1874).
Thomas werd op twaalfjarige leeftijd naar de Royal Belfast Academical Institution gebracht. Hij werd een leerling van dat instituut. Omdat hij in Belfast in contact was gekomen met de scheepsbouwkunde, stopte hij vijf jaar later met de opleiding aan de Royal Belfast Academical Institution. Zijn ouders waren daar ontevreden over. De scheepsbouwkunde interesseerde Thomas meteen.
Als zestienjarige jongen werd Thomas leerling bij Harland & Wolff. Zijn ouders hadden 100 pond betaald om ervoor te zorgen dat Thomas een baan op de werf kreeg na zijn opleiding, ook al waren ze teleurgesteld toen hij met zijn opleiding aan de Academical Institution was gestopt.
Zijn oom, William James Pirrie, werd tijdens zijn opleiding directeur van Harland & Wolff. Thomas had toen gemakkelijk hogerop kunnen geraken met hulp van Pirrie. Thomas hield echter niet van vriendjespolitiek en bleef daarom enorm hard werken. Velen bewonderden hem om zijn harde werken. Hij gaf zich vrijwillig op voor naschoolse cursussen, waarin hij meer leerde over handel en maritieme techniek. Daaruit bleek hoezeer hij verzot was op de scheepsbouwkunde. Hij werd daardoor een groot voorbeeld voor anderen.
In 1901 werd Thomas manager over de constructiewerken. Tevens betrad hij dat jaar het "Institution of Naval Architects", een hooggewaardeerd instituut voor de beste vakmensen in de scheepsbouwkunde. Rond deze tijd kreeg hij tevens zijn eerste grote opdracht. Hij werd namelijk betrokken bij de bouw van de schepen van de Oceanic Class.
In 1907 werd hij benoemd tot managing director. Hij bereikte dit door middel van hard werken en door het respect dat zijn medewerkers voor hem hadden. Hij werd door iedereen geliefd. In datzelfde jaar kreeg hij de opdracht om drie schepen te ontwerpen voor de Olympic Class. Deze schepen zouden de grootste schepen ter wereld worden. Hij paste de nieuwste technieken toe om de schepen tevens de meest moderne schepen te maken en ook de meest luxueuze. Andrews ontwierp niet alleen de Olympic Class maar overzag ook de bouw en de inrichting van de twee schepen.
Tijdens de bouw van de schepen bleef hij betrokken bij elk detail en was hij dagelijks op de werf te vinden om de vorderingen te bekijken en om, waar nodig, nog eventueel veranderingen of verbeteringen in de constructie te maken en deze op tijd door te geven aan de arbeiders. Tijdens deze drukke tijd ontmoette hij Helen Reilly Barbour, met wie hij op 24 juni 1908 trouwde. Ze gingen vlak bij de werf in Belfast wonen, in de wijk Dunallon. Thomas en Helen kregen twee jaar later een dochter met de naam Elizabeth Law Barbour Andrews.
Het was gebruikelijk bij Harland & Wolff om met iedere eerste reis van een schip een groep medewerkers van de werf mee te laten gaan om te kijken of alles goed verliep en/of er enkele verbeteringen konden worden aangebracht. Thomas werd hoofd van een groep van negen mannen (de Harland & Wolff garantie-groep) die allemaal hoog stonden aangeschreven bij de werf en betrokken waren bij de bouw van het schip. Hij verbleef in hut A-36 (naast het achterste eerste klas trappenhuis) als eersteklaspassagier (ticket No. 112050). Andrews was aan boord tijdens de proefvaart van het schip op 2 april 1912 in Belfast. Andrews stuurde voor het vertrek uit Southampton nog een brief naar huis waarin stond dat de Titanic klaar was om uit te varen.
Toen de Titanic 14 april 1912 aan stuurboord geraakt werd door een ijsberg, merkte Thomas dat het schip geraakt was. Op orders van de kapitein van de Titanic, Edward Smith, ging Andrews mee om de schade op te meten. Er waren 6 van de 16 waterdichte compartimenten beschadigd (de voorpiek, de voorste 3 vrachtruimen en ketelruim 6 en 5). Andrews berekende dat het schip hooguit nog een of twee uur kon blijven drijven.
Thomas Andrews Jr heeft tijdens het zinken de hutten van de passagiers doorzocht om de passagiers te vertellen dat ze hun reddingsvesten aan moesten doen en naar het sloependek te gaan. Zelf heeft hij niet geprobeerd zichzelf te redden. Hij is het laatst gezien door steward John Stewart in de rooksalon voor de eerste klas op dek A. Andrews' lichaam is niet gevonden. Als zijn lichaam is gevonden is hij niet geïdentificeerd.

## Thomas Andrews Jr in media
In media gebaseerd op de ramp wordt Andrews door de volgende acteurs gespeeld:
- Patrick Macnee (1956) (Kraft Television Theatre) (A Night to Remember)
- Michael Goodliffe (1958) (A Night to Remember)
- Geoffrey Whitehead (1979) (S.O.S. Titanic) (televisiefilm)
- Victor Garber (1997) (Titanic)
- Michael Cerveris (1997) (Titanic) (broadwaymusical)
- Vern Urich (1998) (Titanic: Secrets Revealed) (documentaire)
- Don Lynch (2003) (Ghosts of the Abyss) (documentaire)
- Damian O'Hare (2005) (Titanic: Birth of a Legend) (documentaire)
- Stephen Campbell Moore (2012) (Titanic) (televisieserie)
- Billy Carter (2012) (Titanic: Blood and Steel) (televisieserie)

- Catàleg d'autoritats de noms i títols de Catalunya: 981058615031506706
- Gemeinsame Normdatei: 1358499098
- International Standard Name Identifier: 0000 0000 3447 212X
- Library of Congress Control Number: n99045310
- Nederlandse Thesaurus van Auteursnamen: 072180161
- Virtual International Authority File: 75647781
- WorldCat: E39PBJrckpR8b3XMQw4WfWTJXd